# Andrea I Thopia
Andrea I Thopia (?-1342) was een Albanese edelman afkomstig uit het huis Thopia. Hij was de zoon van Tanush I Thopia, stamvader van deze dynastie, die werd opvolgd door Andrea I als Graaf van Mat, een plaats in centraal-Albanië.

## Biografie
De vader van Andrea I, Tanush I Thopia, werd in 1329 benoemd tot een van de graven van Albanië tijdens de heerschappij van het Huis Anjou-Sicilië in het Koninkrijk Albanië. Tanush werd benoemd tot een lokale graaf van Mat (conte di Matia). Dit kwam voort uit de goede relatie tussen de Thopia's en koning Filips I van Tarente. In 1343 had de Servische koning Stefan Dušan bijna heel Albanië veroverd, behalve Durrës, dat onder heerschappij van Tanush bleef. Andrea I volgde de heerschappij van zijn vader in 1338 op.
Tijdens de heerschappij in Albanië door Robert van Anjou ontmoete zijn dochter Helena, Andrea I Thopia waarna ze, zonder toestemming van haar vader Robert, zouden trouwen. Robert van Anjou nodigde het echtpaar onder valse voorwendselen uit in Napels en liet ze daar om het leven brengen nadat Andrea I heerschappij wilde over het Koninkrijk Albanië. Andrea's zoon Karl Thopia wist later de heerschappij van de Anjou-dynastie te stoppen door Lodewijk van Navarra uit Albanië te verjagen. Karl stichtte in 1368 het Prinsdom Albanië.